# Polgári jogi társaság
A magyar polgári jogban a polgári jogi társaság (rövidítése: pjt. vagy Pjt. ) önkéntes tömörülés egy engedélyezett cél eléréséért, a Polgári törvénykönyvben megfogalmazott forma szerint, amely nem rendelkezik különösebb vagyoni tőkével és tagjai megőrzik függetlenségüket.
Mivel a társasági szerződés nem hoz létre a tagoktól elkülönült jogalanyt, a társaság nem minősül gazdálkodó szervezetnek. Tagjai személyes közreműködésre kötelezettek. Az ügyvitelt közösen látják el és közös a nyereségből vagy veszteségből való részesedésük is. Felelősségük közvetlen és egyetemleges. A polgári jogi társaság nem jogi személy.

## Németországban
A polgári jogi társaság több személy szerződésileg megalapozott egyesülése egy közösen elérni kívánt cél előmozdítása érdekében. 
A BGB 705-740 §§-ai által szabályozott polgári jogi társaság különleges helyet foglal el a társasági jog rendszerében, mivel minden személyek által alkotott társaság alaptípusát adja. A polgári jogi társaság „univerzális társaság” és a jogi konstrukciók sokaságát mutatja.

## Története
- Mint  jogi fogalmat, a Polgári Törvénykönyv eredeti szövege abból a célból vezetett be, hogy magánszemélyek (kisiparosok, kiskereskedők) anélkül társulhassanak, hogy önálló jogi személyiségű vállalkozást létrehoznának. Az 1875. évi kereskedelmi törvény szerinti közkereseti társaságot viszont nem alakíthattak.
- A polgári jogi társaság szabályait annak megalkotása óta  többször módosították.
- Az 1980-as évek elején bevezetett gazdasági munkaközösségek illetve a gazdasági társaságok szabályai is  a polgári jogi társaság szabályozásán alapultak.

## Fogalma az új Polgári Törvénykönyvben
Ptk. 6:498. § [Polgári jogi társasági szerződés]
Polgári jogi társasági szerződéssel a felek (a továbbiakban: tagok) arra vállalnak kötelezettséget, hogy közös céljuk elérése érdekében együttműködnek, a közös cél megvalósításához szükséges vagyoni hozzájárulást teljesítenek, és tevékenységük kockázatát közösen viselik.

## Szabályai a régi magyar Polgári Törvénykönyvben
- A polgári jogi társaság létesítésére irányuló társasági szerződéssel a felek arra vállalnak kötelezettséget, hogy gazdasági tevékenységet is igénylő közös céljuk elérése érdekében együttműködnek és az ehhez szükséges vagyoni hozzájárulást közös rendelkezésre bocsátják. Polgári jogi társaságot a felek közös gazdasági érdekeik előmozdítására és az erre irányuló tevékenységük összehangolására, vagyoni hozzájárulás nélkül is létrehozhatnak.[3]
- A társaság valamelyik tagját a személyes tevékenység alól mentesítő megállapodás semmis; ha azonban a társaságnak jogi személy vagy jogi személyiséggel nem rendelkező gazdasági társaság tagja is van, a szerződés úgy is rendelkezhet, hogy e tag csak vagyoni hozzájárulásra köteles.[4]
- A tagok vagyoni hozzájárulása közös tulajdonukba megy át. A társasági szerződés úgy is rendelkezhet, hogy a vagyoni hozzájárulásuk, illetőleg annak meghatározott része közös használatukba kerül.  A vagyoni hozzájárulás után kamatot vagy díjazást, a tagsági viszonyból folyó személyes közreműködésért díjazást érvényesen kikötni nem lehet.[5]
- A vagyoni hozzájárulás vagy értéke kiadását csak a társaság megszűnésekor, illetőleg akkor lehet követelni, ha a tag a társaságtól megválik. A közös használatba adott vagyoni hozzájárulás a többi tag hozzájárulása nélkül át nem ruházható és meg nem terhelhető.
- A tag hitelezőjének követelésére csak az a hányad szolgál fedezetül, amely a tagot a társaság megszűnése vagy a tag kiválása esetére megilleti. Ha a hitelező e hányadra végrehajtást vezetett, a tagot megillető rendes felmondás jogát gyakorolhatja, de ebben az esetben sem követelheti a tagnak járó hányad természetben való kiadását.[6]
- A társasági szerződés eltérő rendelkezése hiányában a nyereség és a vagyoni hozzájárulást meghaladó veszteség a tagok között egyenlő arányban oszlik meg. A működés során szerzett közös tulajdonba került dolgok tulajdoni hányada - a társasági szerződés eltérő rendelkezése hiányában - egyenlő. Semmis az a megállapodás, amely valamely tagot a nyereségből vagy a veszteségből kizár. Az elszámolás évenként történik.[7]
- 572. § (1) Az ügyek vitelére minden tag jogosult.
- (2) Az ügyvitelre jogosult tagot jogosultnak kell tekinteni arra is, hogy az ügyvitel körében a többi tagot képviselje. A képviseleti jogot a tagok többsége akkor is megvonhatja, ha a képviselőt a társasági szerződés rendelte ki.
- (3) Valamely tag nem megfelelő ügyvitele ellen a többi tag tiltakozhat; a vitát a tagok többsége dönti el. Egyhangú döntés szükséges azonban a társasági szerződéstől való eltéréshez, továbbá a társaság rendes működése körét meghaladó ügyekben.
- (4) A közös tulajdon birtoklására, használatára, hasznosítására és a rendelkezésre - a társasági szerződés eltérő rendelkezése hiányában - e törvénynek a közös tulajdonra vonatkozó szabályait kell alkalmazni. A tag azonban tulajdoni hányadával nem rendelkezhet és a közös tulajdon megszüntetését csak a társaság megszűnése, illetőleg a tagnak a társaságból való kiválása esetén lehet követelni; az ezzel ellenkező megállapodás semmis.
- 573. § (1) A tag közreműködését meghatározott ügyek intézésében a többi tag egyhangú határozattal kizárhatja.
- (2) Az egyes ügyek intézéséből vagy a képviseletből kizárt tag a társaság minden ügyét ellenőrizheti; az ezzel ellenkező megállapodás semmis.
- A társasági tevékenységből eredő tartozásokért, illetőleg az ilyen tevékenységgel okozott károk megtérítéséért harmadik személyekkel szemben a tagok felelőssége egyetemleges.[8]
- 575. § (1) A határozatlan időre létesített társaságot bármely tag három hónapra felmondhatja (rendes felmondás). Ha a felmondás lejárta alkalmatlan időre esik, a többi tag egyhangú határozattal a felmondási időt legfeljebb további három hónappal meghosszabbíthatja.
- (2) A tag a társaságot azonnali hatállyal felmondhatja, ha erre bármely másik tag fontos okot szolgáltat, különösen ha a társasági szerződést súlyosan megszegi, vagy olyan magatartást tanúsít, amely a vele való további együttműködést vagy a társaság céljának elérését nagymértékben veszélyezteti.
- 576. § (1) Valamely tag halála, jogutód nélküli megszűnése vagy rendes felmondás esetében a megmaradó tagok a társaság továbbfolytatását határozhatják el.
- (2) Azonnali hatályú felmondás esetében a társaságot nem lehet tovább folytatni; az ezzel ellenkező megállapodás semmis.

### A társaság megszűnése
- 577. § A társaság megszűnik:
  - a) ha célját megvalósította vagy a cél megvalósítása többé nem lehetséges;
  - b) ha eltelt a határidő, amelyre alakult, kivéve, ha a tagok a társaságot tovább folytatják;
  - c) valamely tagjának halálával, illetőleg jogutód nélküli megszűnésével, rendes felmondással, kivéve, ha a tagok a társaságot tovább folytatják;
  - d) azonnali hatályú felmondással;
  - e) a társaság közös elhatározással való megszüntetésével;
  - f) ha a tagok száma egyre csökken.
- 578. § (1) A társaság tovább folytatása esetén azt az örököst, illetőleg jogutódot, aki a tagokkal való megegyezés alapján nem válik a társaság tagjává, továbbá azt a tagot, aki felmondta a szerződést, pénzben is ki lehet elégíteni. A kielégítés a társaság megszűnésére irányadó szabályok szerint történik.
- (2) Az (1) bekezdésben meghatározott esetekben - a társasági szerződés eltérő rendelkezése hiányában - a közös használatba került vagyoni hozzájárulást természetben kell kiadni.
- (3) A társaságtól megváló tag, ideértve a jogutódot is, illetőleg - az örökhagyó tartozásaiért való felelősség szabályai szerint - a meghalt tag örököse felelős azokért a tartozásokért, amelyek a felmondási idő lejártáig, illetőleg a halál vagy jogutódlás bekövetkeztéig keletkeztek.
- 578/A. § (1) A társaság megszűnésekor elszámolásnak van helye. Az ügyintézés és képviselet szabályait a végelszámolás során is alkalmazni kell.
- (2) A társasági tevékenységből eredő tartozások kiegyenlítése után - lehetőleg természetben - vissza kell adni a tagok vagyoni hozzájárulását. A többlet, valamint a hiány megosztása a nyereség, illetőleg a veszteség elszámolására vonatkozó szabályok szerint történik.

## A magyar Polgári törvénykönyvben 2014. március 15-től
"Az új Ptk. fenntartja a polgári jogi társasági szerződést szerződéstípusként, a hatályos Ptk.-nak a polgári jogi társaságra vonatkozó szabályait ugyanakkor jelentősen kibővíti. Az új Ptk. tudatosan feladja a hatályos Ptk. által eredetileg meghatározott tilalmat kereskedelmi tevékenység folytatására. Ugyancsak nem alkalmazza az üzletszerűséget mint elhatárolási ismérvet, mivel ez már a hatályos Ptk. alatt sem bizonyult alkalmas elhatárolási ismérvnek a polgári jogi társaság és a gazdasági társaságok között. Az új Ptk. szerint akár kizárólag gazdasági célra is lehet polgári jogi társasági szerződést kötni."